# Copa Presidente de la República 2009
La I Copa Presidente de la República fue la primera edición del torneo amistoso de voleibol organizado por la Federación Peruana de Voleibol, se llevó a cabo del 28 al 31 de julio de 2009 en el Coliseo Miguel Grau del Callao, Perú.
Las selecciones de mayores de Chile y Perú representaron a la Confederación Sudamericana de Voleibol; y las de Cuba y Trinidad y Tobago, a la NORCECA.

## Equipos participantes
- Chile
- Cuba
- Perú
- Trinidad y Tobago

## Primera fase

### Resultados
| Fecha    | Encuentro                 | Resultado | Set   | Set   | Set   | Set | Set | Puntuación total |
| Fecha    | Encuentro                 | Resultado | 1     | 2     | 3     | 4   | 5   | Puntuación total |
| -------- | ------------------------- | --------- | ----- | ----- | ----- | --- | --- | ---------------- |
| 28-07-09 | Cuba - Chile              | 3-0       |       |       |       |     |     |                  |
| 28-07-09 | Perú - Trinidad y Tobago  | 3-0       | 25-20 | 25-15 | 25-13 |     |     | 75-48            |
| 29-07-09 | Chile - Trinidad y Tobago |           |       |       |       |     |     |                  |
| 29-07-09 | Perú - Cuba               | 0-3       | 23-25 | 22-25 | 19-25 |     |     | 64-75            |
| 30-07-09 | Perú - Chile              | 3-0       | 25-15 | 25-6  | 25-8  |     |     | 75-29            |
| 30-07-09 | Cuba - Trinidad y Tobago  | 3-0       |       |       |       |     |     |                  |

### Clasificación
| Pos | Equipo            | PJ | PG | PP | SF | SC | PTS |
| --- | ----------------- | -- | -- | -- | -- | -- | --- |
| 1   | Cuba              |    |    |    |    |    |     |
| 2   | Perú              |    |    |    |    |    |     |
| 3   | Trinidad y Tobago |    |    |    |    |    |     |
| 4   | Chile             |    |    |    |    |    |     |

## Fase final

### Tercer lugar
| Fecha    | Encuentro                 | Resultado | Set | Set | Set | Set | Set | Puntuación total |
| Fecha    | Encuentro                 | Resultado | 1   | 2   | 3   | 4   | 5   | Puntuación total |
| -------- | ------------------------- | --------- | --- | --- | --- | --- | --- | ---------------- |
| 31-07-09 | Trinidad y Tobago - Chile | 3-1       |     |     |     |     |     |                  |

### Final
| Fecha    | Encuentro   | Resultado | Set   | Set   | Set   | Set | Set | Puntuación total |
| Fecha    | Encuentro   | Resultado | 1     | 2     | 3     | 4   | 5   | Puntuación total |
| -------- | ----------- | --------- | ----- | ----- | ----- | --- | --- | ---------------- |
| 31-07-09 | Cuba - Perú | 3-0       | 25-12 | 25-16 | 25-10 |     |     | 75-38            |

## Campeón
| Cuba           |
| Campeón        |
| Cuba 1º título |

## Clasificación general
| Pos | Equipo            |
| --- | ----------------- |
| 1   | Cuba              |
| 2   | Perú              |
| 3   | Trinidad y Tobago |
| 4   | Chile             |